# Liste des conseillers généraux du Bas-Rhin
Pour un article plus général, voir Conseil général du Bas-Rhin.
Cet article reprend la liste des conseillers généraux du Bas-Rhin en 2012.
Le Bas-Rhin est un département de France.

## Composition du conseil général

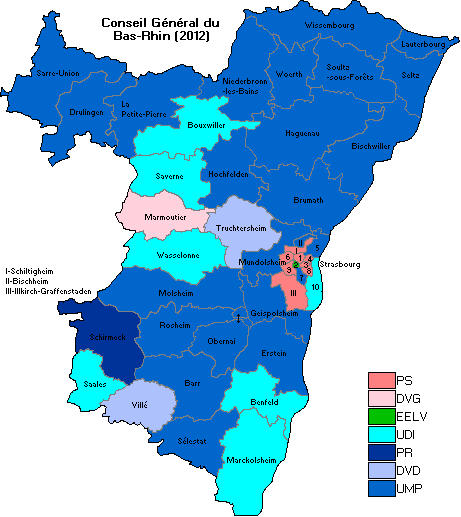
Couleur politique des cantons du Bas-Rhin

| Parti                                | Sigle | Sigle | Élus |
| ------------------------------------ | ----- | ----- | ---- |
| Opposition (sièges)                  |       |       |      |
| Parti socialiste                     |       | PS    | 8    |
| Divers gauche                        |       | DVG   | 1    |
| Europe Écologie Les Verts            |       | EELV  | 1    |
| Indépendants (3 sièges)              |       |       |      |
| Divers droite                        |       | DVD   | 2    |
| Majorité (sièges)                    |       |       |      |
| Union pour un mouvement populaire    |       | UMP   | 24   |
| Union des démocrates et indépendants |       | UDI   | 7    |
| Parti radical                        |       | PR    | 1    |
| Président du conseil général         |       |       |      |
| Guy-Dominique Kennel (UMP)           |       |       |      |

## Liste des conseillers généraux duBas-Rhin
| Canton                                | Circ. | Conseiller général       | Parti | Parti     | Autres mandats                                                   | Série |
| ------------------------------------- | ----- | ------------------------ | ----- | --------- | ---------------------------------------------------------------- | ----- |
| Arrondissement de Haguenau            |       |                          |       |           |                                                                  |       |
| Canton de Bischwiller                 | 8 & 9 | Louis Becker             |       | UMP       | Maire de Herrlisheim                                             | 2008  |
| Canton de Haguenau                    | 9     | Jean-Paul Wirth          |       | UMP       |                                                                  | 2008  |
| Canton de Niederbronn-les-Bains       | 8     | Rémi Bertrand            |       | UMP       | Maire d'Uberach                                                  | 2011  |
| Arrondissement de Molsheim            |       |                          |       |           |                                                                  |       |
| Canton de Molsheim                    | 6     | Laurence Jost            |       | UMP       | Adj maire de Lutzelhouse                                         | 2008  |
| Canton de Rosheim                     | 6     | Philippe Meyer           |       | UMP       | Maire de Bœrsch                                                  | 2008  |
| Canton de Saales                      | 6     | Alice Morel              |       | UDI       | Maire de Bellefosse                                              | 2011  |
| Canton de Schirmeck                   | 6     | Frédéric Bierry          |       | PR        | Maire de Schirmeck                                               | 2011  |
| Canton de Wasselonne                  | 6     | Freddy Zimmermann        |       | UDI (FED) | Conseiller municipal de Kirchheim                                | 2011  |
| Arrondissement de Saverne             |       |                          |       |           |                                                                  |       |
| Canton de Bouxwiller                  | 7     | Pierre Marmillod         |       | UDI (FED) | Maire de Pfaffenhoffen                                           | 2008  |
| Canton de Drulingen                   | 7     | Jean Mathia              |       | UMP       | Conseiller municipal d'Asswiller                                 | 2008  |
| Canton de Marmoutier                  | 7     | Jean-Claude Weil         |       | DVG       | Maire de Marmoutier                                              | 2011  |
| Canton de La Petite-Pierre            | 7     | Louise Richert           |       | UMP       | Adjointe au Maire de Wimmenau                                    | 2008  |
| Canton de Sarre-Union                 | 7     | Marc Séné                |       | UMP       | Maire de Sarre-Union                                             | 2011  |
| Canton de Saverne                     | 7     | Thierry Carbiener        |       | UDI (AC)  |                                                                  | 2011  |
| Arrondissement de Sélestat-Erstein    |       |                          |       |           |                                                                  |       |
| Canton de Barr                        | 5     | Alfred Becker            |       | UMP       | Maire de Saint-Pierre                                            | 2008  |
| Canton de Benfeld                     | 5     | Roland Brendlé           |       | UDI (FED) |                                                                  | 2008  |
| Canton d'Erstein                      | 5     | Francis Grignon          |       | UMP       | Sénateur                                                         | 2008  |
| Canton de Marckolsheim                | 5     | Gérard Simler            |       | UDI (FED) | Conseiller municipal de Marckolsheim                             | 2008  |
| Canton d'Obernai                      | 6     | Bernard Fischer          |       | UMP       | Maire d'Obernai                                                  | 2011  |
| Canton de Sélestat                    | 5     | Marcel Bauer             |       | UMP       | Maire de Sélestat                                                | 2011  |
| Canton de Villé                       | 5     | Frédérique Mozziconacci  |       | DVD       | Conseillère municipale de Villé                                  | 2011  |
| Arrondissement de Strasbourg-Campagne |       |                          |       |           |                                                                  |       |
| Canton de Bischheim                   | 3     | André Klein-Mosser       |       | UMP       | Maire de Bischheim                                               | 2008  |
| Canton de Brumath                     | 9     | Étienne Wolff            |       | UMP       | Maire de Brumath                                                 | 2008  |
| Canton de Geispolsheim                | 4     | Sébastien Zaegel         |       | UMP       | Maire de Geispolsheim                                            | 2011  |
| Canton de Hochfelden                  | 7     | Marie-Paule Lehmann      |       | UMP       | Maire de Scherlenheim                                            | 2008  |
| Canton d'Illkirch-Graffenstaden       | 2 & 4 | Claude Froehly           |       | PS        | Maire-adjoint d'Illkirch-Graffenstaden                           | 2011  |
| Canton de Mundolsheim                 | 3 & 4 | André Lobstein           |       | UMP       | Maire d'Eckbolsheim                                              | 2011  |
| Canton de Schiltigheim                | 3     | Raphaël Nisand           |       | PS        | Maire de Schiltigheim                                            | 2011  |
| Canton de Truchtersheim               | 4     | Étienne Burger           |       | DVD       | Maire de Kuttolsheim                                             | 2011  |
| Arrondissement de Strasbourg-Ville    |       |                          |       |           |                                                                  |       |
| Canton de Strasbourg-1                | 1     | Robert Herrmann          |       | PS        | Maire-adjoint de Strasbourg                                      | 2008  |
| Canton de Strasbourg-2                | 1     | Marie-Dominique Dreyssé  |       | EELV      | Maire-adjointe de Strasbourg                                     | 2011  |
| Canton de Strasbourg-3                | 2     | Henri Dreyfus            |       | PS        | Conseiller municipal de Strasbourg                               | 2008  |
| Canton de Strasbourg-4                | 1     | Olivier Bitz             |       | PS        | Maire-adjoint de Strasbourg                                      | 2008  |
| Canton de Strasbourg-5                | 3     | Yves Le Tallec           |       | UMP       |                                                                  | 2008  |
| Canton de Strasbourg-6                | 1 & 3 | Serge Oehler             |       | PS        | Maire-adjoint de Strasbourg                                      | 2011  |
| Canton de Strasbourg-7                | 2     | Jean-Philippe Maurer     |       | UMP       |                                                                  | 2011  |
| Canton de Strasbourg-8                | 2     | Suzanne Kempf            |       | PS        |                                                                  | 2011  |
| Canton de Strasbourg-9                | 1     | Éric Elkouby             |       | PS        | Maire-adjoint de Strasbourg                                      | 2011  |
| Canton de Strasbourg-10               | 2     | Pascale Jurdant-Pfeiffer |       | UDI (AC)  |                                                                  | 2011  |
| Arrondissement de Wissembourg         |       |                          |       |           |                                                                  |       |
| Canton de Lauterbourg                 | 8     | Jean-Michel Fetsch       |       | UMP       | Maire de Lauterbourg                                             | 2008  |
| Canton de Seltz                       | 8     | Richard Stoltz           |       | UMP       | Maire de Munchhausen                                             | 2008  |
| Canton de Soultz-sous-Forêts          | 8     | Jean-Laurent Vonau       |       | UMP       | Conseiller municipal de Soultz-sous-Forêts                       | 2008  |
| Canton de Wissembourg                 | 8     | Pierre Bertrand          |       | UMP       |                                                                  | 2011  |
| Canton de Wœrth                       | 8     | Guy-Dominique Kennel     |       | UMP       | Président du Conseil Général Conseiller municipal de Preuschdorf | 2011  |

## Féminisation du Conseil général
Fabienne Keller (UDF) est la première femme à être élue au sein du Conseil général du Bas-Rhin lors des élections cantonales de 1992. Elle délaissera ce siège en 2002 au profit de Geneviève Werlé (UMP).
Cependant, lors des élections cantonales de 2004, Geneviève Werlé (UMP) perd ce siège au profit d'un homme. Néanmoins, trois femmes parviennent à se faire élire: Alice Morel (DVD, Canton de Saales), Andrée Munchenbach (DVD, Canton de Schiltigheim) et Pascale Jurdant-Pfeiffer (UDF, Canton de Strasbourg-10).
En 2009, à la faveur d'une élection cantonale partielle tenue sur le Canton de Hochfelden, une quatrième femme fait son entrée au Conseil Général en la personne de Marie-Paule Lehmann (UMP).
Un nouveau chassé-croisé a lieu à l'occasion des élections cantonales de 2011 marquées par la défaite d'Andrée Munchlenbach sur le Canton de Schiltigheim, mais aussi par les deux victoires de Marie-Dominique Dreyssé (EELV) sur le Canton de Strasbourg-2 et de Frédérique Mozziconacci (DVD) sur le Canton de Villé portant à 5 le nombre de femmes au Conseil Général.
De manière surprenante, c'est grâce aux élections législatives de 2012 que le nombre de femmes augmente au sein de ce Conseil Général, en effet, deux conseillers généraux ont été élus députés et cèdent leurs sièges à leurs suppléantes. Laurent Furst (PR) élu sur le Canton de Molsheim cède son siège à Laurence Jost (UMP) tandis que Philippe Bies (PS) élu sur le Canton de Strasbourg-8 cède son siège à Suzanne Kempf (PS). 
Le 13 janvier 2013, Louise Richert entre à son tour au sein de l'Assemblée départementale, en tant que suppléante de Gaston Dann, conseiller général de la Petite Pierre, décédé en cours de mandat. Le conseil général compte alors 8 femmes.